# Pleuroceras bottnicum
Pleuroceras bottnicum är en svampart som tillhör divisionen sporsäcksvampar, och som först beskrevs av Jens Wilhelm August Lind och Jens Schanke Vleugel, och fick sitt nu gällande namn av Michel Monod. Pleuroceras bottnicum ingår i släktet Pleuroceras, och familjen Gnomoniaceae. Arten är reproducerande i Sverige.